# مارگیت اولین نیوتن
مارگیت اِوِلین نیوتن (انگلیسی: Margit Evelyn Newton؛ زادهٔ ۱۲ اکتبر ۱۹۶۲) با نام اصلی مارگیت گانسباخر، یک بازیگر و مدل اهل ایتالیا است.
از فیلم‌ها یا برنامه‌های تلویزیونی که وی در آن نقش داشته‌است، می‌توان به روزهای آرام در کلیشی و ماجراهای هرکول اشاره کرد.